# Kõo (Vastseliina)
Kõo – wieś w Estonii, w prowincji Võru, w gminie Vastseliina.